# Birmese leeuwerik
De Birmese leeuwerik (Plocealauda microptera) is een zangvogel uit de familie Alaudidae (leeuweriken).

## Verspreiding en leefgebied
Deze soort is endemisch in centraal Myanmar.

## Status
De grootte van de populatie is niet gekwantificeerd maar de soort wordt omschreven als plaatselijk algemeen tot zeer algemeen. Op de Rode lijst van de IUCN heeft deze soort de status niet bedreigd.